# Clytus vesparum
Clytus vesparum är en skalbaggsart som beskrevs av Edmund Reitter 1889. Clytus vesparum ingår i släktet Clytus och familjen långhorningar.
Artens utbredningsområde är Iran. Inga underarter finns listade i Catalogue of Life.